# Piano d'accumulo del capitale
Il piano d'accumulo del capitale o più comunemente PAC è una modalità di sottoscrizione di fondi comuni di investimento o, più in generale, di organismi di investimento collettivo del risparmio (OICR), ampiamente impiegata nella gestione della finanza personale. 

## Descrizione
Nella sua concezione di base, il PAC è un programma d'investimento di importi costanti a scadenze regolari in un OICR per un periodo di durata predeterminata. Ad esempio, si può prevedere di effettuare 60 investimenti di 200,00 € l'uno con cadenza mensile: al termine dei 5 anni si sarà effettuato un investimento complessivo di 12.000,00 €. In genere ogni emittente di OICR definisce dei propri limiti operativi specifici per i piani d'accumulo, in particolare in relazione a:
- numero dei versamenti periodici ("rate");
- frequenza delle rate;
- importo minimo della singola rata;
- importo del versamento iniziale (spesso è richiesto un multiplo della rata normale).

Normalmente è prevista la possibilità di sospensione o interruzione del piano.

## Finalità
Il piano d'accumulo del capitale è adottato con due principali finalità:
1. accantonamento progressivo del risparmio generato periodicamente;
2. riduzione del rischio dell'investimento attraverso l'applicazione del principio del "dollar cost averaging" (DCA).

La riduzione del rischio dipende essenzialmente dal fatto che - effettuando tanti piccoli investimenti distribuiti nel tempo - si acquista con tutte le condizioni di mercato, sia favorevoli sia sfavorevoli, ottenendo così un prezzo medio di carico che difficilmente porterà ad ottenere rendimenti estremi (sia in senso positivo, sia in senso negativo).
Tuttavia alcuni studi mettono in discussione questa tecnica d'investimento, non solo sotto il profilo dell'efficienza (capacità di migliorare il rapporto tra rischio e rendimento), ma anche sotto quello della capacità di riduzione del rischio.